# Ommatius tuberculatus
Ommatius tuberculatus là một loài ruồi trong họ Asilidae. Ommatius tuberculatus được Joseph & Parui miêu tả năm 1997. Loài này phân bố ở miền Ấn Độ - Mã Lai.